# 二溴化二硫
二溴化二硫在室温下是一种红色液体，化学式为S2Br2。
将溴和硫封闭于管内加热，再进行减压蒸馏可得二溴化二硫。高纯度的二溴化二硫可由溴化氢与二氯化二硫反应制得，其他溴化硫也可用此法制备：
{\displaystyle {\rm {\ S_{n}Cl_{2}+2HBr\rightarrow S_{n}Br_{2}+2HCl}}}(n=2—8)